# Золотарьов Анатолій Петрович
Анатолій Петрович Золотарьов (нар. 2 листопада 1942) — український радянський діяч, новатор виробництва, бригадир гірничих робітників очисного вибою шахти «Тернівська» виробничого об'єднання «Павлоградвугілля» Дніпропетровської області. Кандидат у члени Української республіканської ради профспілок в 1977—1982 роках. Член ЦК КПУ в 1986—1990 роках.

## Біографія
У 1970-х—1990-х рр. — бригадир бригади гірничих робітників очисного вибою шахти «Тернівська» виробничого об'єднання «Павлоградвугілля» міста Тернівки Дніпропетровської області. Член КПРС.
Профспілковий діяч. Двічі обирався делегатом з'їздів професійних спілок Української РСР (ХІІ з'їзду в 1977 році та ХІІІ з'їзду в 1982 році). Був делегатом XXVII з'їзду КПУ в лютому 1986 року, де був обраний членом ЦК КПУ.
Письменник Георгій Бароненко написав про Анатолія Золотарьова нарис, який увійшов до збірки «Крила міцніють у польоті».
Потім — на пенсії в місті Тернівці Дніпропетровської області.

## Нагороди
- орден Трудового Червоного Прапора (.10.1984)
- ордени
- медалі
- «Ударник комуністичної праці»